# Haferungen
Haferungen is een  dorp in de Duitse gemeente Werther in het Landkreis Nordhausen in Thüringen. Het dorp wordt voor het eerst genoemd in een oorkonde uit 1188. Tot 1997 was Haferungen een zelfstandige gemeente binnen de Verwaltungsgemeinschaft Helmetal. 
De dorpskerk, gewijd aan Andreas,  werd gebouwd in 1720.Het gebouw is grotendeels opgetrokken in natuursteen.